# Aci e Galatea (Händel)
Aci e Galatea (HWV 49) è una composizione musicale di Georg Friedrich Händel con un testo inglese di John Gay. Il lavoro è stato definito in vari modi: come una serenata, un masque, una pastorale o opera pastorale, una "piccola opera" (in una lettera del compositore mentre veniva scritta), un divertimento e, nel Grove Dictionary of Music and Musicians, un oratorio. Il lavoro fu originariamente concepito come masque in un atto e la prima fu eseguita nel 1718.
Händel più tardi adattò il lavoro in una serenata in tre atti per la compagnia d'opera italiana a Londra nel 1732, che comprendeva un certo numero di brani (sempre in italiano) da Aci, Galatea e Polifemo, la sua ambientazione del 1708 della stessa storia con musica diversa. In seguito adattò l'opera originale inglese in un'opera in due atti nel 1739.
Aci e Galatea è stata la massima espressione dell'opera pastorale in Inghilterra. In effetti, molti scrittori, come il musicologo Stanley Sadie, la considerano la più grande opera pastorale mai composta. Come è tipico del genere, Aci e Galatea è stato scritto come un intrattenimento di corte sulla semplicità della vita rurale e contiene una quantità significativa di arguzia e di auto-parodia. I personaggi secondari, Polifemo e Damon, contribuiscono con una notevole dose di umorismo senza diminuire il pathos della tragedia dei personaggi principali, Aci e Galatea. La musica del primo atto è allo stesso tempo elegante e sensuale, mentre l'atto finale assume un tono più malinconico e lamentoso. L'opera è stata notevolmente influenzata dalle opere pastorali presentate al Theatre Royal, Drury Lane durante il XVIII secolo. Reinhard Keiser ed Henry Purcell hanno anch'essi influenzato, ma nel complesso la concezione e l'esecuzione del lavoro è completamente personale di Händel.
Aci e Galatea è stata di gran lunga la più popolare opera drammatica di Händel, ed è la sua unica opera teatrale a non aver mai lasciato il repertorio operistico. L'opera è stata adattata numerose volte dalla sua prima, con un arrangiamento importante compiuto da Wolfgang Amadeus Mozart nel 1788. Händel non ha mai eseguito l'opera nella forma in cui è generalmente ascoltata oggi, dal momento che non tutta la musica che contiene, sebbene sia di Händel, è stata aggiunta da lui.

## Storia della composizione
Händel compose la prima versione di Aci e Galatea quando viveva a Cannons, (dimora di James Brydges, I Duca di Chandos) durante il 1717-1718. Fu la prima opera drammatica di Händel in lingua inglese e fu chiaramente influenzata dalle opere pastorali in inglese di Johann Ernst Galliard e Johann Christoph Pepusch; quest'ultimo aveva lavorato con Händel a Cannons. Il lavoro è basato su un libretto di John Gay che trae spunto dalle Metamorfosi di Ovidio, XIII (vedi Aci e Galatea), e vi è una certa incertezza sul fatto che fosse l'unico autore del testo. La struttura del testo indica che il lavoro originale di Gay era fondato solo su tre personaggi e che il testo per più personaggi fu aggiunto in seguito, probabilmente da John Hughes o Alexander Pope, i testi dei quali furono aggiunti al lavoro iniziale. Anche il libretto è stato preso in prestito liberamente dalla traduzione inglese di John Dryden di Ovidio pubblicata nel 1717, La storia di Aci, Polifemo e Galatea.

## Storia delle esecuzioni
La prima di Aci e Galatea avvenne durante l'estate del 1718 a Cannons, secondo la tradizione locale, si ritiene che l'opera sia stata eseguita all'esterno sulle terrazze che si affacciano sul giardino. Questo era il periodo in cui i giardini di cannoni venivano ampiamente 'abbelliti' con giochi d'acqua che comprendevano un imponente jet d'eau e quindi la scelta di Aci e Galatea in questo momento, visto che il finale richiede una fontana, sembra particolarmente adatto.
Non è chiaro se l'esecuzione originale sia stata una messa in scena normale, una mezza messa in scena, oppure eseguita in forma di concerto. La versione di Cannon comprendeva solo cinque cantanti, un soprano, tre tenori e un basso, che non solo cantarono i ruoli principali, ma servirono anche come "coro". Questa versione contiene il personaggio di Coridon che fu eliminato dalle versioni successive. A parte l'aria "As when the dove", che è una rielaborazione di "Amo Tirsi" dalla cantata di Händel Clori, Tirsi e Fileno, tutta la musica era originale per questa produzione. Forse le arie più note di questo pezzo sono l'assolo del basso: "I rage, I melt, I burn", e l'aria del tenore "Love in her eyes sits playing". La musica strumentale per questa prima versione è stata orchestrata per un minimo di sette orchestrali, basso continuo, archi e oboi che raddoppiavano i flauti. È tuttavia possibile che i violini siano stati raddoppiati per raggiungere un suono più pieno e alcune delle prime partiture potrebbero indicare l'uso di un fagotto.
L'opera fu pubblicata nel 1722, e ne furono eseguiti un certo numero di spettacoli a livello amatoriale in Inghilterra già a partire dal 1719.

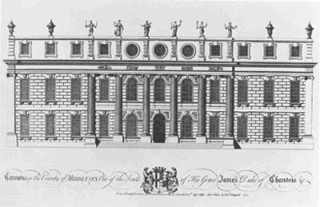
Cannons House, Middlesex

Il lavoro non fu più riproposto professionalmente fino al 1731, quando fu dato uno spettacolo a Londra senza coinvolgere Händel. L'anno successivo, una messa in scena del lavoro fu messa su da Thomas Arne e John Frederick Lampe al Little Theatre di Haymarket. La produzione ingaggiò i famosi cantanti Thomas Mountier come Aci e Susannah Maria Cibber come Galatea. Arne pubblicizzò il lavoro con queste parole 

La produzione di The Little Theatre fu un grande successo e Händel, un po' infastidito dal modo in cui Arne aveva pubblicizzato la produzione, si vendicò adattando il lavoro sostanzialmente in una serenata in tre atti. Questa versione rivista incorporava una notevole quantità di musica dalla sua cantata Aci, Galatea e Polifemo (1708), così come altre musiche da ulteriori cantate italiane e da sue opere italiane. Le arie "Un sospiretto" e "Come la rondinella" erano state adattate dalla sua cantata Clori, Tirsi e Fileno. La versione rivista fu eseguita in forma di concerto nel 1732 dall'Opera italiana a Londra e, secondo Händel, comprendeva  "un gran numero delle migliori voci e strumenti". Il lavoro fu pubblicizzato sui manifesti dicendo quanto segue: 
 Anche se di successo, la versione in tre atti non fu accolta bene come la produzione di Arne, in quanto questo insieme di stili ed espressioni faceva apparire il lavoro messo a punto in una strana maniera. Händel continuò ad apportare modifiche alla sua versione del 1732 per le prestazioni successive continuamente fino al 1741. Diede anche rappresentazioni del lavoro inglese originale, riadattandolo nella sua forma in due atti nel 1739.
La versione inglese in due atti di Händel è la base per il modello del lavoro come viene più spesso eseguito oggi, anche se le produzioni moderne utilizzano in genere una disposizione diversa da quella che lui stesso aveva realmente ideato. Il lavoro diventò l'opera drammatica di Händel di gran lunga più eseguita durante la sua vita, e ha avuto una serie di riprese in varie forme, godendo di spettacoli frequenti nel corso del XVIII, XXIX, XX e XXI secolo. In particolare nel 1788, Wolfgang Amadeus Mozart riorchestrò il lavoro per il suo mecenate di allora Barone Gottfried van Swieten In 2014, City Wall Productions revived the opera for the Festival of Chichester, restaging it in a 1920s manor house, highlighting the struggle between morality and class in the period.

## Ruoli

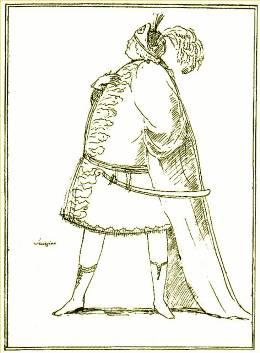
Caricature of Senesino, who sang the role of Acis in the 1732 performances

Il cast della versione 1718 è sconosciuto.
| Ruolo    | Tipo voce          | Versione rivista, 10 giugno 1732      |
| -------- | ------------------ | ------------------------------------- |
| Galatea  | soprano            | Anna Maria Strada del Pò              |
| Aci      | contralto castrato | Francesco Bernardi, called "Senesino" |
| Polifemo | basso              | Antonio Montagnana                    |
| Cloris   | soprano            | Ann Turner Robinson                   |
| Eurilla  | soprano            | Mrs. Davis                            |
| Filli    | contralto          | Anna Bagnolesi                        |
| Dorinda  | contralto          | Francesca Bertolli                    |
| Silvio   | tenore             | Giovanni Battista Pinacci             |

## Trama
Poiché Aci e Galatea è stata adattata molte volte, è impossibile fornire una singola sintesi che rifletta accuratamente ogni esecuzione del lavoro. Quella che segue è un riassunto per la tipica presentazione in due atti del lavoro che viene più spesso utilizzato per spettacoli moderni.

### Atto 1
Pastori e Ninfe godono "il piacere della pianura". Galatea, una ninfa semi-divina, è innamorata del pastore Aci, e cerca di mettere a tacere gli uccelli che accendono la sua passione per lui (Recit. "Ye verdant plains" & Aria "Hush, ye pretty warbling quire!") L'amico più stretto di Aci, il pastore Damon, dà consigli agli amanti che si cercano l'un l'altro. Canta una bella Serenata in stile siciliano, "Love in her eyes sits playing", del loro primo incontro. L'atto si chiude con un duetto dai giovani amanti, "Happy we", cui fa eco un coro (non presente nell'originale di Cannon).

### Atto 2

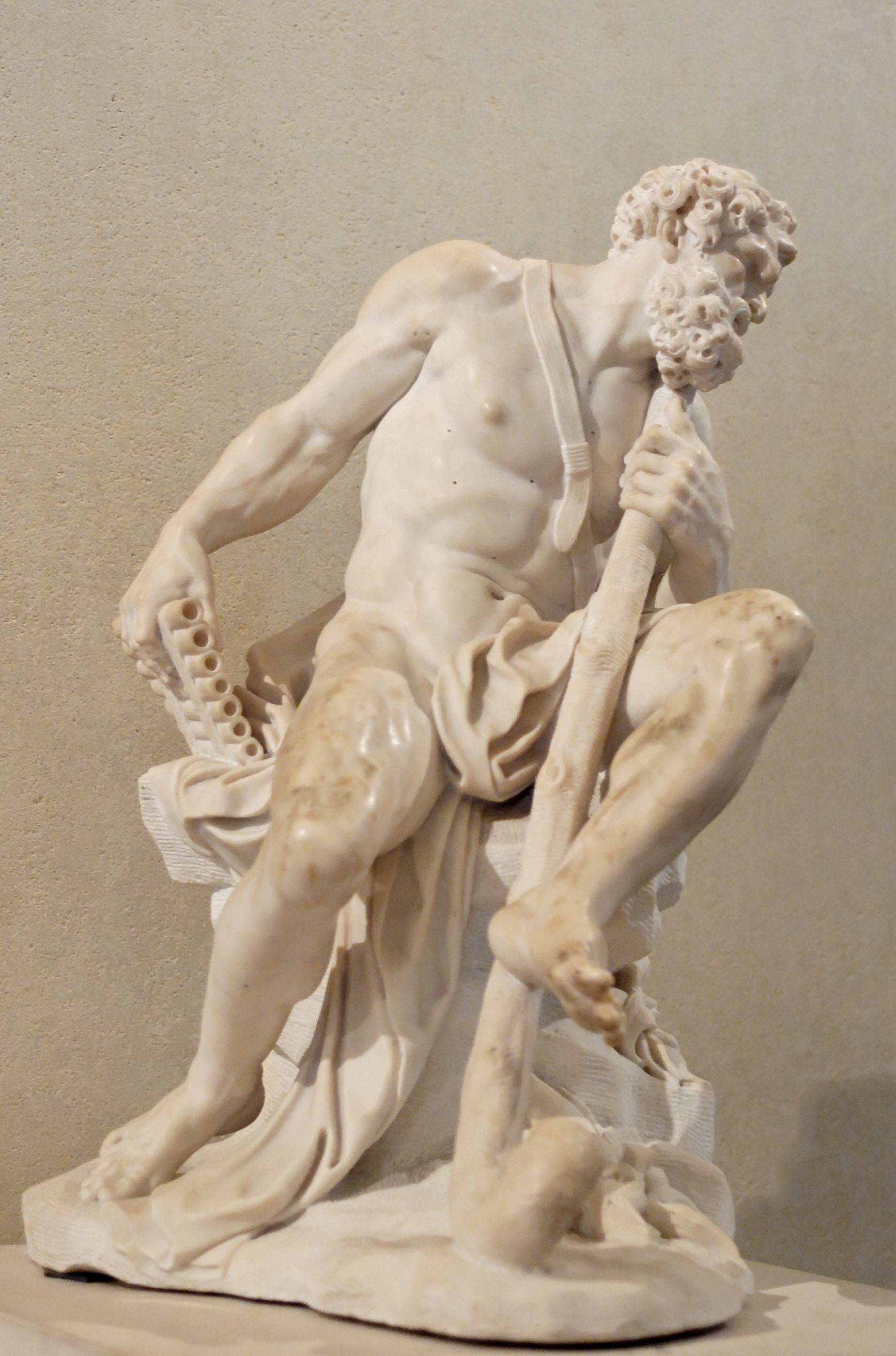
Polyphemus,by Van Cleve, Louvre

L'opera si sposta dal suo carattere pastorale e sensuale in una modalità elegiaca poiché il coro avverte Aci e Galatea che sta per arrivare un mostruoso gigante, Polifemo, che canta "no joy shall last". Il fugato in tono minore della musica del coro, insieme con le percussioni degli strumenti più bassi, che rappresentano il suono dei passi pesanti del gigante, producono un reale drammatico passaggio nella natura più seria del secondo atto. Polifemo entra cantando del suo amore geloso per Galatea, "I rage, I melt, I burn", che è un recitativo semi-comico furioso accompagnato. Questo è seguito dalla sua aria "O ruddier than the cherry" che è scritto in contrappunto ad un flauto dolce sopranino. Polifemo minaccia brutalità, ma è in qualche modo scosso dal pastore impassibile, Coridon ("Would you gain the tender creature"). Nel frattempo Aci ignora gli avvertimenti di Damon sulla fugacità delle delizie amorose ("Consider, fond shepherd") e reagisce in modo ostile con la determinazione di resistere ("Love sounds th' alarm"). Aci e Galatea si promettono eterna fedeltà l'un l'altro in quello che inizia come un duetto ("The flocks shall leave the mountains") ma alla fine si trasforma in un trio quando si intromette Polifemo che uccide brutalmente Aci in un momento di rabbia. Galatea, insieme con il coro, piange la perdita del suo amore ("Must I my Aci still bemoan"). Il coro le ricorda la sua divinità e che con i suoi poteri divini lei può trasformare il cadavere di Aci in una splendida fontana. L'opera si chiude con l'aria larghetto di Galatea, "Heart, the seat of soft delight", quando esercita i suoi poteri per attuare la trasformazione, per finire con il coro che celebra Aci immortalato.

## Registrazioni
| Anno | Cast (Aci, Galatea, Damon, Polifemo)                                   | Direttore, Ensemble, e note | Etichetta                                                      |
| ---- | ---------------------------------------------------------------------- | --- | -------------------------------------------------------------- |
| 1959 | Peter Pears, Joan Sutherland, David Galliver, Owen Brannigan           | Adrian Boult Saint Anthony Singers, Philomusica of London                                                                                        | Decca/London                                                   |
| 1978 | Robert Tear, Jill Gomez, Philip Langridge, Benjamin Luxon              | Sir Neville Marriner Academy & Chorus of St Martin in the Fields                                                                                 | Decca                                                          |
| 1978 | Anthony Rolfe Johnson, Norma Burrowes, Martyn Hill, Willard White      | John Eliot Gardiner The English Baroque Soloists (Cannons Version, 1718)                                                                         | Audio CD: DG Archiv Cat: 423406                                |
| 1990 | John Mark Ainsley, Claron McFadden, Rogers Covey-Crump, Michael George | Robert King The King's Consort con Robert Harre-Jones, contralto                                                                                 | Audio CD: Hyperion Cat: CDA 66361/2                            |
| 1992 | Jamie MacDougall, Barbara Bonney, Markus Schäfer, John Tomlinson       | Trevor Pinnock The English Concert e Coro W.A. Mozart Edition, (K.566, 1788)                                                                     | Audio CD: DG Archiv Cat: 435 792-2                             |
| 1992 | David Gordon, Dawn Kotoski, Glenn Siebert, Jan Opalach                 | Gerard Schwarz Orchestra Sinfonica di Seattle e Corale                                                                                           | Audio CD: Delos Cat: DE 3107                                   |
| 1999 | Paul Agnew, Sophie Daneman, Patricia Petibon, Alan Ewing               | William Christie Les Arts Florissants | Audio CD: Erato                                                |
| 2008 | Nicholas Mulroy, Susan Hamilton, Thomas Hobbs, Matthew Brook           | John Butt Dunedin Consort & Players (Original Cannons Performing Version (1718) recorded: Greyfriars Kirk, Edinburgh, UK: 29 April – 2 May 2008) | Audio CD e 24 bit download: Linn Records, Cat: CKD 319         |
| 2009 | Charles Workman, Danielle de Niese, Paul Agnew, Matthew Rose           | Christopher Hogwood Orchestra of the Age of Enlightenment (Recording of a performance in the Royal Opera House, Covent Garden, March)            | DVD: Opus Arte Cat. No. OA 1025D Blu-ray: Opus Arte OA BD7056D |

Fonte:  Registrazioni di Aci e Galatea su operadis-opera-discography.org.uk. URL consultato il 4 marzo 2016 (archiviato dall'url originale il 13 marzo 2016).